# Гук, Александр Фридрих
Александр Фридрих Гук (нем. Alexander Friedrich Hueck; 7 (19) декабря 1802, Ревель — 28 июля (9 августа) 1842, Дерпт) — российский врач, анатом и офтальмолог, профессор Дерптского университета (1830—1842), председатель Учёного эстонского общества (1840—1842).

## Биография
Родился в семье бургомистра Мунналаса Адама Иоганна Гука (1761—1829) и Каролины Енкен (1776—1849). Брат агронома Карла Фердинанда Гука.
Сначала обучался в частной школе Веттерстранда, а после в Ревельской гимназии. С 1821 года учился на медицинском факультете Дерптского университета, где в 1824 году за предложенную факультетом конкурсную работу получил золотую медаль; 17 декабря 1826 года получил звание доктора медицины. В целях повышения квалификации для получения должности профессора медицины, в 1827 году отправился в Берлин и Гейдельберг.
После возвращения, в 1830 году был назначен прозектором и экстраординарным профессором анатомии Дерптского университета, с 1833 года — ординарный профессор. В 1835 и 1840 годах избирался деканом медицинского факультета.
Основной темой исследований Гука являлась офтальмология. Он стал одним из первых кто систематически исследовал, как глаз компенсирует движения головы.
В 1838 году Александр Гук предпринял путешествие по Лифляндии для исследования окаменелых остатков «допотопных» животных. В том же году стал одним из основателей Учёного эстонского общества при Дерптском университете, а с 1840 по 1842 год являлся председателем общества.
Умер в Дерпте 28 июля (9 августа) 1842 года.

## Семья
С 1830 года Александр Гук был женат на двоюродной сестре Амалии Енкен (1811—1898). Их дети:
- Фердинанд (1832—1881)
- Антонина (1833—1912) — жена русского химика Карла Генриховича Шмидта
- Иоганна (1836—1902) — жена пастора Густава Гессельберга (1832—1888)
- Шарлотта (1838—1917) — жена начальника телеграфа Отто Сигизмунда фон Паррота (1836—1893), мать полковника Эгмонта Оттовича Паррота
- Юлий (1840—1915) — владелец торгового дома «Юлий Гук и К»